# Tour de Suisse 2012
76. edycja wyścigu kolarskiego Tour de Suisse odbyła się od 9 czerwca do 17 czerwca 2012 roku. Trasa tego wieloetapowego wyścigu liczyła dziewięć etapów, o łącznym dystansie 1398 km. Wyścig zaliczany był do rankingu światowego UCI World Tour 2012. 
Zwyciężył Portugalczyk Rui Costa z grupy Movistar Team, dla którego był to pierwszy triumf w tym wyścigu, drugi był kolarz z Luksemburga Fränk Schleck, a trzeci Amerykanin Levi Leipheimer.

## Uczestnicy
Na starcie wyścigu stanęło 20 ekip. Wśród nich wszystkie osiemnaście ekip UCI World Tour 2012 oraz dwie inne zaproszone przez organizatorów. 
W wyścigu nie startowali polscy kolarze.
Lista drużyn uczestniczących w wyścigu:
| Numery | Kod | Drużyna                 |
| ------ | --- | ----------------------- |
| 1-8    | OPQ | Omega Pharma-Quick Step |
| 11-18  | KAT | Team Katusha            |
| 21-28  | LIQ | Liquigas-Cannondale     |
| 31-38  | SKY | Sky Procycling          |
| 41-48  | AST | Pro Team Astana         |
| 51-58  | GRM | Garmin-Barracuda        |
| 61-68  | OGE | Orica-GreenEDGE         |
| 71-78  | LAM | Lampre ISD              |
| 81-88  | BMC | BMC Racing Team         |
| 91-98  | RNT | RadioShack-Nissan-Trek  |

| Numery  | Kod | Drużyna                   |
| ------- | --- | ------------------------- |
| 101-108 | VCD | Vacansoleil-DCM           |
| 111-118 | EUS | Euskaltel-Euskadi         |
| 121-128 | MOV | Team Movistar             |
| 131-138 | RAB | Rabobank Cycling Team     |
| 141-148 | LTB | Lotto-Belisol             |
| 151-158 | ALM | Ag2r-La Mondiale          |
| 161-168 | FDJ | FDJ-BigMat                |
| 171-178 | SAX | Team Saxo Bank            |
| 181-188 | TT1 | Team Type 1 - Sanofi      |
| 191-198 | SPI | Spidertech Powered by C10 |

## Etapy
| Etap | Data       | Start - Meta                  | km    | Typ                            | Zwycięzca etapu    | Lider       |
| ---- | ---------- | ----------------------------- | ----- | ------------------------------ | ------------------ | ----------- |
| 1    | 9 czerwca  | Lugano                        | 7,3   | ITT Jazda indywidualna na czas | Peter Sagan        | Peter Sagan |
| 2.   | 10 czerwca | Verbania - Verbier            | 218,3 | Górski                         | Rui Costa          | Rui Costa   |
| 3.   | 11 czerwca | Martigny - Aarberg            | 194,7 | Płaski                         | Peter Sagan        | Rui Costa   |
| 4.   | 12 czerwca | Aarberg - Trimbach-Olten      | 188,8 | Pagórkowaty                    | Peter Sagan        | Rui Costa   |
| 5.   | 13 czerwca | Olten-Trimbach - Gansingen    | 192,7 | Płaski                         | Władimir Isajczew  | Rui Costa   |
| 6.   | 14 czerwca | Wittnau - Bischofszell        | 198,5 | Płaski                         | Peter Sagan        | Rui Costa   |
| 7.   | 15 czerwca | Gossau                        | 34,3  | ITT Jazda indywidualna na czas | Fredrik Kessiakoff | Rui Costa   |
| 8.   | 16 czerwca | Bischofszell - Arosa          | 148,2 | Górski                         | Michael Albasini   | Rui Costa   |
| 9.   | 17 czerwca | Näfels-Lintharena – Sörenberg | 215,8 | Górski                         | Tanel Kangert      | Rui Costa   |

### Etap 1: 9 czerwca 2012:Lugano7,3 km
| Lp. | Zawodnik          | Zespół | Czas  |
| --- | ----------------- | ------ | ----- |
| 1.  | Peter Sagan       | LIQ    | 9'43" |
| 2.  | Fabian Cancellara | RNT    | + 4"  |
| 3.  | Moreno Moser      | LIQ    | + 7"  |

| Lp. | Zawodnik          | Zespół | Czas  |
| --- | ----------------- | ------ | ----- |
| 1.  | Peter Sagan       | LIQ    | 9'43" |
| 2.  | Fabian Cancellara | RNT    | + 4"  |
| 3.  | Moreno Moser      | LIQ    | + 7"  |

### Etap 2: 10 czerwca 2012:Verbania-Verbier218,3 km
| Lp. | Zawodnik      | Zespół | Czas      |
| --- | ------------- | ------ | --------- |
| 1.  | Rui Costa     | MOV    | 6h 21'13" |
| 2.  | Fränk Schleck | RNT    | + 4"      |
| 3.  | Mikel Nieve   | EUS    | + 12"     |

| Lp. | Zawodnik        | Zespół | Czas      |
| --- | --------------- | ------ | --------- |
| 1.  | Rui Costa       | MOV    | 6h 31'22" |
| 2.  | Fränk Schleck   | RNT    | + 8"      |
| 3.  | Roman Kreuziger | AST    | + 15"     |

### Etap 3: 11 czerwca 2012:Martigny-Aarberg194,7 km
| Lp. | Zawodnik    | Zespół | Czas      |
| --- | ----------- | ------ | --------- |
| 1.  | Peter Sagan | LIQ    | 4h 35'32" |
| 2.  | Baden Cooke | OGE    | + 0"      |
| 3.  | Ben Swift   | SKY    | + 0"      |

| Lp. | Zawodnik        | Zespół | Czas      |
| --- | --------------- | ------ | --------- |
| 1.  | Rui Costa       | MOV    | 11h 6'57" |
| 2.  | Fränk Schleck   | RNT    | + 8"      |
| 3.  | Roman Kreuziger | AST    | + 15"     |

### Etap 4: 12 czerwca 2012: Aarberg -Trimbach-Olten188,8 km
| Lp. | Zawodnik           | Zespół | Czas      |
| --- | ------------------ | ------ | --------- |
| 1.  | Peter Sagan        | LIQ    | 4h 36'55" |
| 2.  | José Joaquín Rojas | MOV    | + 0"      |
| 3.  | Michael Albasini   | OGE    | + 0"      |

| Lp. | Zawodnik        | Zespół | Czas       |
| --- | --------------- | ------ | ---------- |
| 1.  | Rui Costa       | MOV    | 15h 43'52" |
| 2.  | Fränk Schleck   | RNT    | + 8"       |
| 3.  | Roman Kreuziger | AST    | + 15"      |

### Etap 5: 13 czerwca 2012: Olten-Trimbach -Gansingen192,7 km
| Lp. | Zawodnik          | Zespół | Czas      |
| --- | ----------------- | ------ | --------- |
| 1.  | Władimir Isajczew | KAT    | 4h 58'28" |
| 2.  | Rubén Pérez       | EUS    | + 0"      |
| 3.  | Salvatore Puccio  | SKY    | + 0"      |

| Lp. | Zawodnik        | Zespół | Czas       |
| --- | --------------- | ------ | ---------- |
| 1.  | Rui Costa       | MOV    | 20h 53'27" |
| 2.  | Fränk Schleck   | RNT    | + 8"       |
| 3.  | Roman Kreuziger | AST    | + 15"      |

### Etap 6: 14 czerwca 2012:Wittnau-Bischofszell198,5 km
| Lp. | Zawodnik    | Zespół | Czas      |
| --- | ----------- | ------ | --------- |
| 1.  | Peter Sagan | LIQ    | 4h 30'08" |
| 2.  | Ben Swift   | SKY    | + 0"      |
| 3.  | Allan Davis | OGE    | + 0"      |

| Lp. | Zawodnik        | Zespół | Czas       |
| --- | --------------- | ------ | ---------- |
| 1.  | Rui Costa       | MOV    | 25h 23'38" |
| 2.  | Fränk Schleck   | RNT    | + 8"       |
| 3.  | Roman Kreuziger | AST    | + 15"      |

### Etap 7: 15 czerwca 2012:Gossau34,3
| Lp. | Zawodnik           | Zespół | Czas   |
| --- | ------------------ | ------ | ------ |
| 1.  | Fredrik Kessiakoff | AST    | 46'36" |
| 2.  | Fabian Cancellara  | RNT    | + 2"   |
| 3.  | Maxime Monfort     | RNT    | + 20"  |

| Lp. | Zawodnik        | Zespół | Czas       |
| --- | --------------- | ------ | ---------- |
| 1.  | Rui Costa       | MOV    | 26h 10'55" |
| 2.  | Roman Kreuziger | AST    | + 50"      |
| 3.  | Robert Gesink   | RAB    | + 55"      |

### Etap 8: 16 czerwca 2012: Bischofszell –Arosa148,2 km
| Lp. | Zawodnik         | Zespół | Czas      |
| --- | ---------------- | ------ | --------- |
| 1.  | Michael Albasini | OGE    | 3h 45'39" |
| 2.  | Ben Swift        | SKY    | + 1’15"   |
| 3.  | Levi Leipheimer  | OPQ    | + 1’15"   |

| Lp. | Zawodnik        | Zespół | Czas       |
| --- | --------------- | ------ | ---------- |
| 1.  | Rui Costa       | MOV    | 28h 58'39" |
| 2.  | Fränk Schleck   | RNT    | + 14"      |
| 3.  | Levi Leipheimer | OPQ    | + 21"      |

### Etap 9: 17 czerwca 2012:Näfels-Lintharena–Sörenberg215,8 km
| Lp. | Zawodnik         | Zespół | Czas      |
| --- | ---------------- | ------ | --------- |
| 1.  | Tanel Kangert    | AST    | 5h 54'22" |
| 2.  | Jérémy Roy       | FDJ    | + 2"      |
| 3.  | Matteo Montaguti | ALM    | + 31"     |

| Lp. | Zawodnik        | Zespół | Czas       |
| --- | --------------- | ------ | ---------- |
| 1.  | Rui Costa       | MOV    | 35h 54'49" |
| 2.  | Fränk Schleck   | RNT    | + 14"      |
| 3.  | Levi Leipheimer | OPQ    | + 21"      |

## Liderzy klasyfikacji po etapach
| Etap                 | Zwycięzca            | Klasyfikacja generalna | Klasyfikacja górska | Klasyfikacja punktowa | Klasyfikacja najlepszych kolarzy szwajcarskich | Klasyfikacja drużynowa |
| -------------------- | -------------------- | ---------------------- | ------------------- | --------------------- | ---------------------------------------------- | ---------------------- |
| 1                    | Peter Sagan          | Peter Sagan            | -                   | Peter Sagan           | Fabian Cancellara                              | Liquigas-Cannondale    |
| 2                    | Rui Costa            | Rui Costa              | Fränk Schleck       | Peter Sagan           | Mathias Frank                                  | Pro Team Astana        |
| 3                    | Peter Sagan          | Rui Costa              | Fränk Schleck       | Peter Sagan           | Mathias Frank                                  | RadioShack-Nissan-Trek |
| 4                    | Peter Sagan          | Rui Costa              | Fränk Schleck       | Peter Sagan           | Mathias Frank                                  | Pro Team Astana        |
| 5                    | Władimir Isajczew    | Rui Costa              | Władimir Isajczew   | Peter Sagan           | Mathias Frank                                  | Euskaltel-Euskadi      |
| 6                    | Peter Sagan          | Rui Costa              | Władimir Isajczew   | Peter Sagan           | Mathias Frank                                  | Euskaltel-Euskadi      |
| 7                    | Fredrik Kessiakoff   | Rui Costa              | Władimir Isajczew   | Peter Sagan           | Mathias Frank                                  | Euskaltel-Euskadi      |
| 8                    | Michael Albasini     | Rui Costa              | Michael Albasini    | Peter Sagan           | Mathias Frank                                  | Euskaltel-Euskadi      |
| 9                    | Tanel Kangert        | Rui Costa              | Matteo Montaguti    | Peter Sagan           | Mathias Frank                                  | Pro Team Astana        |
| Klasyfikacja końcowa | Klasyfikacja końcowa | Rui Costa              | Matteo Montaguti    | Peter Sagan           | Mathias Frank                                  | Pro Team Astana        |

## Końcowa klasyfikacja generalna
| M-ce | Imię i nazwisko    | Drużyna                 | Czas       |
| ---- | ------------------ | ----------------------- | ---------- |
| 1.   | Rui Costa          | Team Movistar           | 35h 54'49" |
| 2.   | Fränk Schleck      | RadioShack-Nissan-Trek  | +14"       |
| 3.   | Levi Leipheimer    | Omega Pharma-Quick Step | +21"       |
| 4.   | Robert Gesink      | Rabobank Cycling Team   | +25"       |
| 5.   | Mikel Nieve        | Euskaltel-Euskadi       | +40'       |
| 6.   | Roman Kreuziger    | Pro Team Astana         | +47"       |
| 7.   | Tom Danielson      | Garmin-Barracuda        | +48"       |
| 8.   | Steven Kruijswijk  | Rabobank Cycling Team   | +59"       |
| 9.   | Alejandro Valverde | Team Movistar           | +1'42"     |
| 10.  | Nicolas Roche      | Ag2r-La Mondiale        | +1"52"     |